# لغة ماجهي
لغة ماجهي أو عند نسبتها تصبح لغة ماجهيّة أو ماجهَويّة، (بالإنجليزية Majhi language)، وهي لغة هندو أوروبية محكية في أجزاء من نيبال وولاية سيكيم بالهند. بتحدث بها حوالي 44,800 شخص في العالم.
وهي واحدة من مجموعة اللغات البهارية المنتشرة في الهند الشرقية وأجزاء من النيبال وبعض مناطق بنغلاديش وبورما. وبذلك تعتبر اللغة الماجهية لغة هندو آرية تنتمي إلى عائلة اللغات الهندو أوروبية.